# 班夫温泉酒店

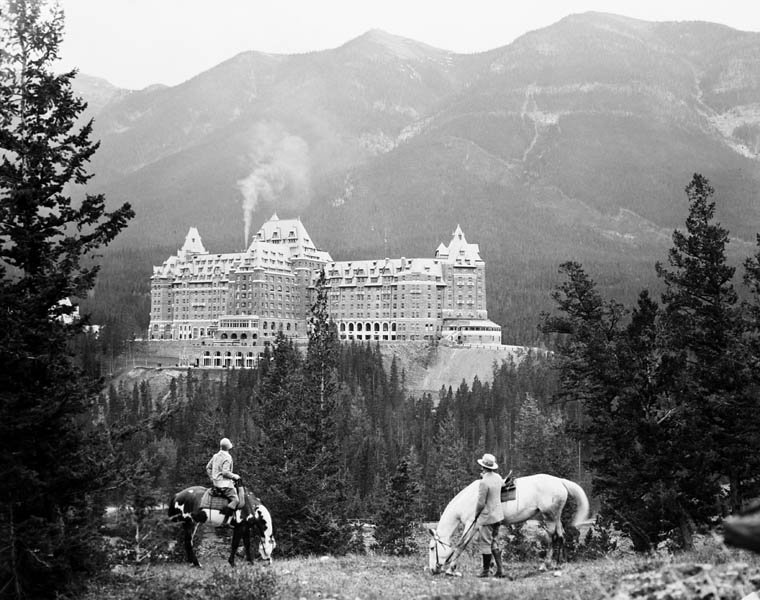
1929年的班夫温泉酒店

班夫温泉酒店（英語：Banff Springs Hotel），目前正式名稱為班夫费尔蒙温泉城堡酒店（英語：Fairmont Banff Springs），是位于加拿大艾伯塔省班夫国家公园内的豪华酒店。现属费尔蒙特酒店集团旗下。
一个世纪前，横贯加拿大的太平洋铁路建成，总裁威廉·科尼利厄斯·范·霍恩为了实现以旅游业带动火车客运业的计划，在加拿大太平洋铁路沿线，大兴土木，修建了一系列豪华酒店，班夫温泉酒店便是其中之一。
班夫温泉酒店原是木结构，1926年一场大火，将其焚毁。1928年在原来的地基上修建起来新的班夫温泉酒店，基本上保留酒店的原貌。1968年酒店增设保暖防冻设备。
班夫温泉酒店背靠有温泉的山脉，面向弓河，得天独厚，四季旅客如云，是世界上有数的顶级酒店之一。

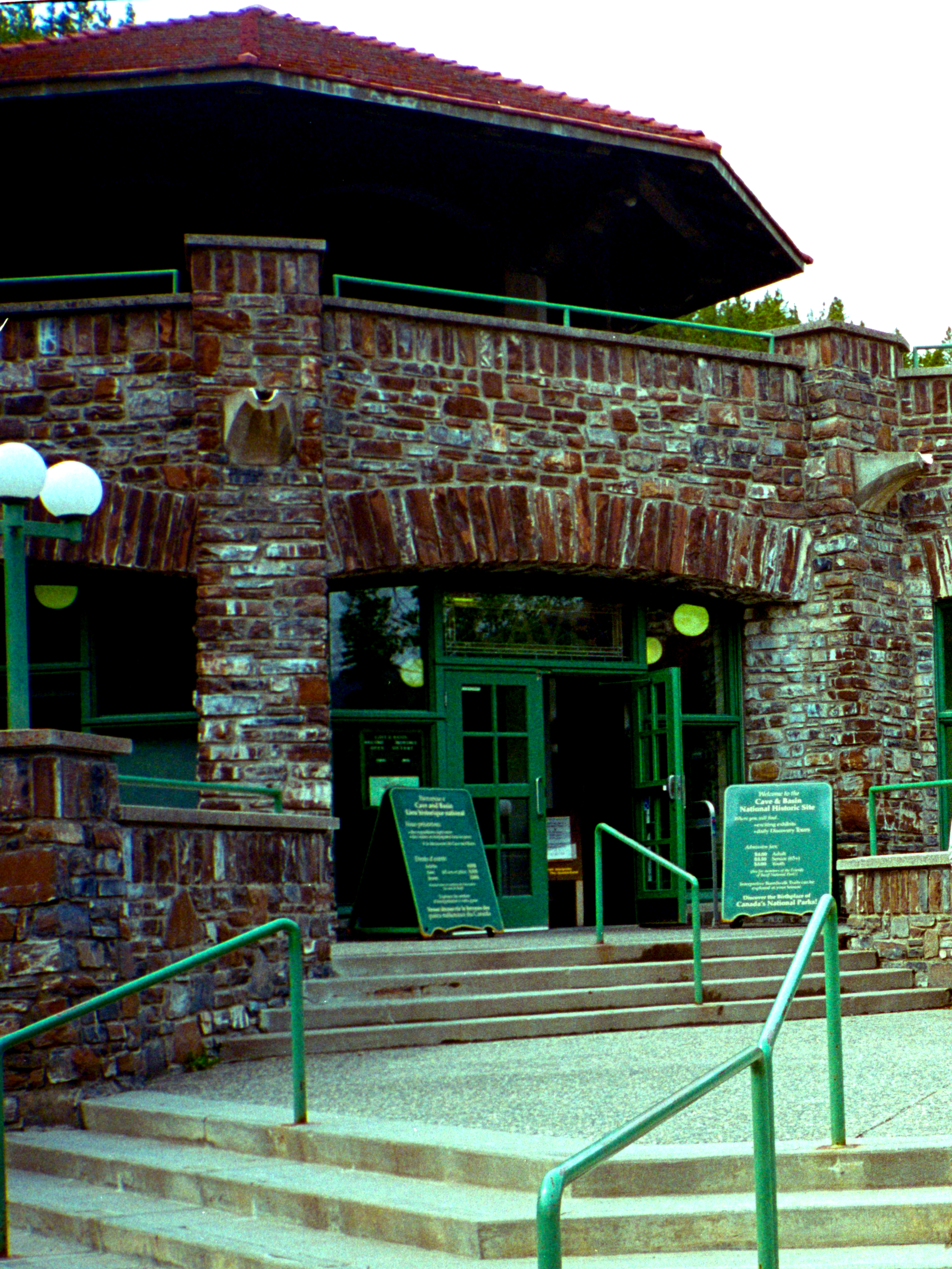
班夫温泉浴室
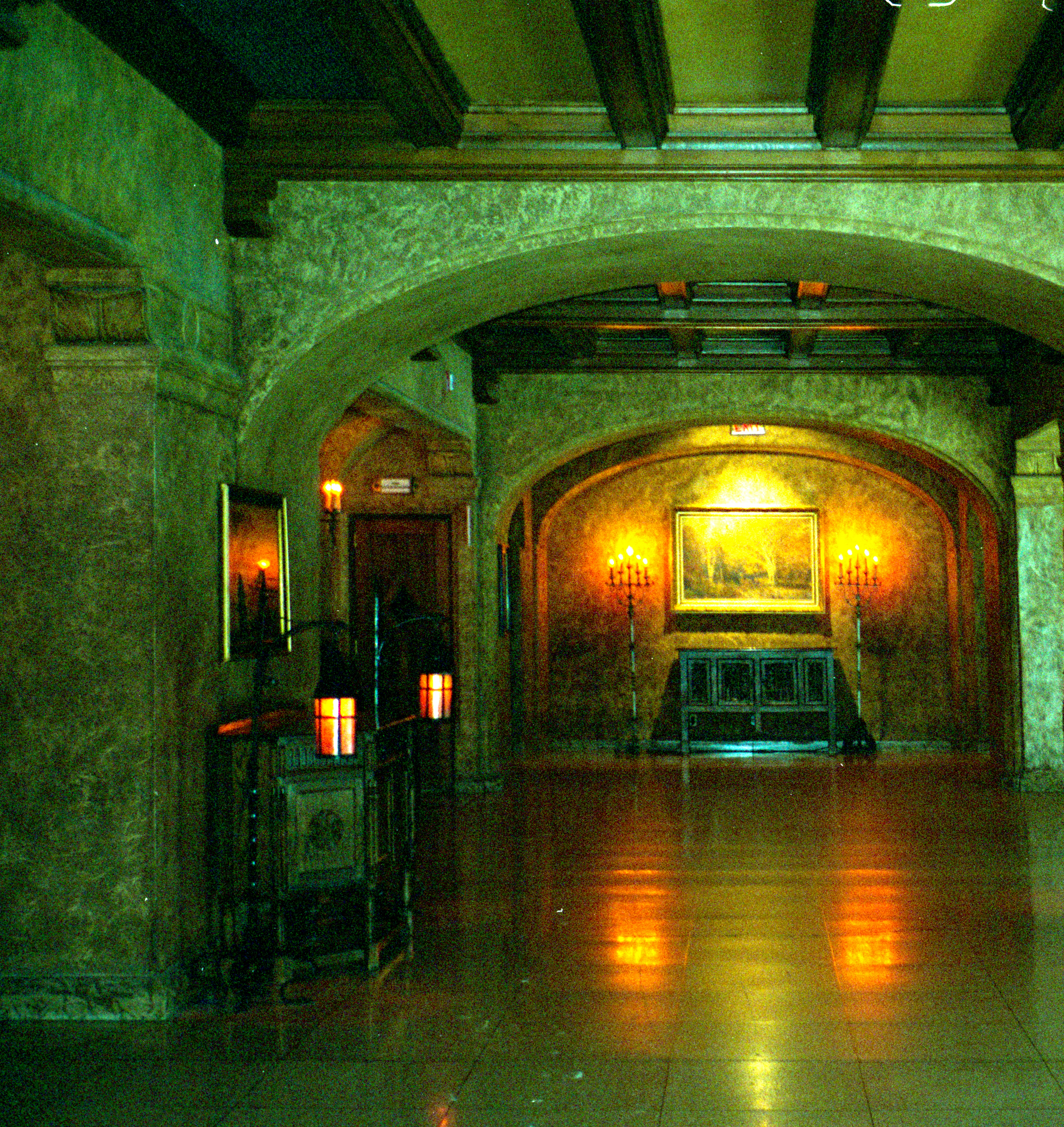
班夫温泉酒店内部
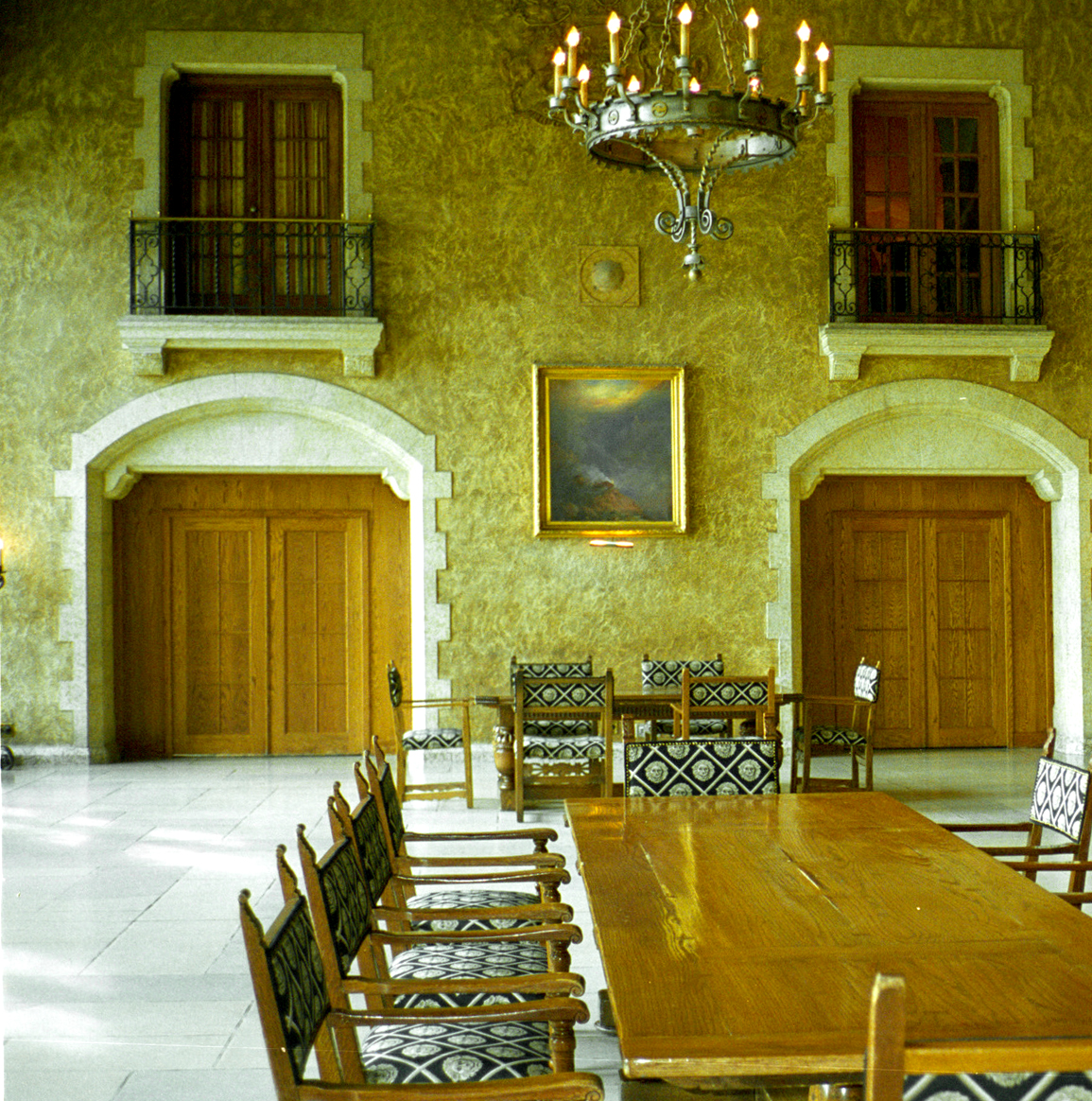
班夫温泉酒店会客室